# Ionizzazione
La ionizzazione consiste nella generazione di uno o più ioni a causa della rimozione o addizione di elettroni da una entità molecolare neutra (cioè atomi o molecole), che può essere causata da collisioni tra particelle o per assorbimento di radiazioni (come nel caso dei brillamenti solari).
Gli atomi o le molecole che hanno un numero di elettroni minore del numero atomico, rimangono carichi positivamente e prendono il nome di "cationi"; quelli che hanno un numero di elettroni maggiore del numero atomico, rimangono carichi negativamente e prendono il nome di "anioni".

## Il processo di ionizzazione

Effetto valanga in un campo elettrico creato tra due elettrodi. L'evento di ionizzazione originale libera un elettrone e ogni collisione successiva libera un ulteriore elettrone, quindi due elettroni emergono da ogni collisione: l'elettrone ionizzante e l'elettrone liberato.

Per togliere un elettrone a un atomo, e quindi farlo diventare uno ione, gli si può fornire una certa quantità di energia, chiamata energia di ionizzazione, che varia a seconda della specie atomica. Naturalmente, più gli elettroni sono vicini al nucleo (come nei non metalli), tanto maggiore è la quantità di energia che dev’essere somministrata per allontanare gli elettroni dall'atomo.
"Normalmente" un atomo ha una carica elettrica complessiva pari a zero; ci sarà nel suo nucleo un certo numero di protoni e neutroni circondati da elettroni, e il numero degli elettroni sarà uguale a quello dei protoni.
In certe circostanze, tuttavia, uno o più elettroni possono venire strappati via dall'atomo; questo fenomeno è detto ionizzazione. Occorre una certa energia per provocare questa separazione; ciò può avvenire se l'atomo assorbe un fotone altamente energetico, per esempio, nell'ultravioletto, o con energia ancora maggiore), oppure talvolta facendo collidere l'atomo con un altro atomo o ione in un gas molto caldo.
Alla fine però l'atomo e il suo elettrone perduto tenderanno a ricombinarsi; quando ciò avviene, viene emesso un fotone.

## Autoionizzazione dell'acqua
Nell'acqua pura gli atomi di idrogeno hanno una debole tendenza a separarsi dagli atomi di ossigeno. Questo atomo di idrogeno passa nella soluzione sotto forma di ione H+, che tende a legarsi subito con un altro atomo di ossigeno di una molecola di H2O, formando così lo ione complesso H3O+ (ione idronio). Di conseguenza, viene a formarsi uno ione ossidrile OH-. Cioè:
{\displaystyle {\ce {2H2O <=> H3O+ + OH-}}}